# زحف الرضيع نحو الثدي
زحف الرضيع نحو الثدي هي غريزة لدى حديثي الولادة من الثدييات (ومن بينها الإنسان) للزحف بأنفسهم نحو الحلمة من أجل الرضاعة. بالنسبة للبشر، لو وضعنا الرضيع على بطن أمه سيبدأ الحركة بعد الولادة خلال 12 إلى 44 دقيقة، بعد ذلك سيبدأ بإرضاع نفسه خلال 27 إلى 71 دقيقة بعد الولادة.
يستخدم الرضع حاسة الشم ليجدوا الحلمة. إن رائحة الجلد المحيط بالحلمة تشبه رائحة السائل السلوي، لذلك يتعرف الطفل على هذه الرائحة على يديه ويبدأ بالزحف نحو الثدي. في دراسة عام 1994 قاموا بغسل إحدى الثديين بصابون عديم الرائحة، لكن الطفل فضل الثدي الآخر. كما استخدموا محفز مرئي (مثل وجه الأم والحلمة) ومحفز سمعي (مثل صوت الأم).